# Гірські вершини України
Гірські вершини України розташовуються в межах двох гірських масивів країни: Карпат та Кримських гір. Карпатські вершини значно вищі від гір Криму, тому серед найвищих точок України домінують саме вони. Найвища точка України - гора Говерла.

## Вершини України висотою понад 1 км над рівнем моря
Карпатські вершини       Кримські вершини

## Найвищі вершини Карпат
| Назва гори             | Висота | Гірська система | Хребет                         | Регіон                                    |
| ---------------------- | ------ | --------------- | ------------------------------ | ----------------------------------------- |
| Говерла                | 2061 м | Карпати         | Чорногора                      | Закарпатська та Івано-Франківська області |
| Бребенескул            | 2035 м | Карпати         | Чорногора                      | Закарпатська та Івано-Франківська області |
| Піп Іван Чорногірський | 2021 м | Карпати         | Чорногора                      | Закарпатська та Івано-Франківська області |
| Петрос                 | 2020 м | Карпати         | Чорногора (доволі окрема гора) | Закарпатська область                      |
| Гутин Томнатик         | 2016 м | Карпати         | Чорногора                      | Закарпатська область                      |
| Ребра                  | 2001 м | Карпати         | Чорногора                      | Закарпатська та Івано-Франківська області |
| Менчул                 | 1998 м | Карпати         | Чорногора                      | Закарпатська та Івано-Франківська області |
| Піп Іван Мармароський  | 1936 м | Карпати         | Мармароський масив             | Закарпатська область                      |
| Туркул                 | 1933 м | Карпати         | Чорногора                      | Закарпатська та Івано-Франківська області |
| Брескул                | 1911 м | Карпати         | Чорногора                      | Закарпатська та Івано-Франківська області |
| Смотрич                | 1898 м | Карпати         | Чорногора                      | Івано-Франківська область                 |
| Шпиці                  | 1883 м | Карпати         | Чорногора                      | Івано-Франківська область                 |
| Близниця               | 1882 м | Карпати         | Свидовець                      | Закарпатська область                      |

## Найвищі вершини Кримських гір
| Назва гори    | Висота | Гірська система | Хребет         | Регіон                             |
| ------------- | ------ | --------------- | -------------- | ---------------------------------- |
| Роман-Кош     | 1545 м | Кримські гори   | Бабуган-яйла   | Алуштинська та Ялтинська міськради |
| Демір-Капу    | 1540 м | Кримські гори   | Нікітська яйла | Ялтинська міськрада                |
| Зейтін-Кош    | 1537 м | Кримські гори   | Бабуган-яйла   | Алуштинська міськрада              |
| Кемаль-Егерек | 1529 м | Кримські гори   | Нікітська яйла | Ялтинська міськрада                |
| Еклізі-Бурун  | 1527 м | Кримські гори   | Чатир-Даг      | Алуштинська міськрада              |